# Maršálka
Maršálka este o arie protejată (arie specială de conservare — SAC, sit de importanță comunitară — SCI) din Republica Cehă întinsă pe o suprafață de 8,09 ha, integral pe uscat.

## Localizare
Centrul sitului Maršálka este situat la coordonatele 49°45′55″N 15°45′47″E / 49.765278°N 15.763056°E.

## Înființare
Situl Maršálka a fost declarat sit de importanță comunitară în mai 2016 pentru a proteja 1 specie de animale. Situl a fost protejat și ca arie specială de conservare în septembrie 2018.

## Biodiversitate
Situată în ecoregiunea continentală, aria protejată conține 1 habitat natural: Mlaștini turboase de tranziție și turbării mișcătoare.
La baza desemnării sitului se află o specie protejată de  nevertebrate: Vertigo geyeri.